# Peperomia psilostachya
Peperomia psilostachya é uma espécie de planta do gênero Peperomia e da família Piperaceae. 

## Taxonomia
A espécie foi descrita em 1893 por Casimir de Candolle. 

## Forma de vida
É uma espécie epífita e herbácea. 

## Descrição
Planta hirtela exceto pela face adaxial foliar que pode ser glabra ou levemente hirtela. Ela tem folhas de 6-8 por 4-6 milímetros. 

## Conservação
A espécie faz parte da Lista Vermelha das espécies ameaçadas do estado do Espírito Santo, no sudeste do Brasil. A lista foi publicada em 13 de junho de 2005 por intermédio do decreto estadual nº 1.499-R. 

## Distribuição
A espécie é encontrada nos estados brasileiros de Paraná e Rio Grande do Sul. 
Em termos ecológicos, é encontrada no domínio fitogeográfico de Mata Atlântica, em regiões com vegetação de floresta ombrófila pluvial.